# Ceasg
La ceasg és una sirena de la mitologia escocesa, amb la part superior del cos d'una bella dona que es fusiona amb la cua d'un salmó jove. També és coneguda en gaèlic escocès com maighdean na tuinne (criada de l'ona) o maighdean mhara (criada del mar).
La ceasg no només viu al mar, sinó també als rius i rierols, i qualsevol que la capturi li pot demanar tres desitjos. De vegades es produeixen matrimonis entre ceasg i humans, i els pràctics famosos sovint tenen fama de descendir d'aquestes unions. Fins i tot quan aquests matrimonis acaben i la ceasg torna al mar, sempre s'interessaran pels seus descendents humans, protegint-los durant les tempestes o guiant-los cap a les millors zones de pesca.
De vegades s'imagina la ceasg com una cosa més monstruosa que s'empassa a la gent. En aquestes històries, la víctima ja havia estat promès a la sirena abans del seu naixement; el pare de la víctima, que no tenia fills, ja havia pactat amb la sirena d'entregar el seu primogènit a canvi de tenir fills. El folklorista escocès Donald A. MacKenzie va suggerir que la ceasg podia ser originalment una deessa del mar a la qual els éssers humans eren sacrificats.